# Tatsuya Kimura
Tatsuya Kimura (木村 立哉, Kimura Tatsuya, né en 1964 à Kyōto) est un producteur de cinéma et critique de cinéma, aussi connu comme producteur de musique sous le nom d'Hockney Katsushika (葛飾 ホックニー, Katsushika Hokkunī). 

## Biographie
Tatsuya Kimura est né en 1964 à Kyōto au Japon. Il débute comme critique dès le lycée. Il est diplômé de l'université Waseda de Tōkyō en 1987.
Il a écrit pour les Cahiers du cinéma Japon (1993). Il travaille pour Asia Pacific Film Festival (en) comme directeur. En février 2006, il a participé avec les équipes du Musée d'Art contemporain de Tokyo à l'hommage mondial à Nam June Paik.

## Filmographie
- Mechanical Violator Hakaider (en) (人造人間ハカイダー?, 1995) - producteur
- Taitei no Ken (en) (大帝の剣?, 2007) - producteur
- The Harimaya Bridge (ja) (The Harimaya Bridge はりまや橋?, 2009) - coproducteur